# Lucifer Crags
Die Lucifer Crags sind ein Felsenkliff auf der Livingston-Insel im Archipel der Südlichen Shetlandinseln. Im Südwesten der Byers-Halbinsel erstrecken sie sich von den President Beaches bis auf 500 m an den Devils Point. An der Nordseite des Kliffs befindet sich die einzige Pinguinkolonie der Byers-Halbinsel.
Das UK Antarctic Place-Names Committee benannte es 1993 in Anlehnung an die Benennung des benachbarten Devils Point.